# Liste der Pfarren im Dekanat Köstendorf
Das Dekanat Köstendorf ist ein Dekanat der römisch-katholischen Erzdiözese Salzburg.

## Pfarren mit Kirchengebäuden
| Pfarre                | Pfarrverband                                                   | Seit      | Patrozinium                | Kirchengebäude                                                                | Bild |
| Berndorf bei Salzburg | Berndorf bei Salzburg – Mattsee – Obertrum am See – Seeham     | 1130      | Mariä Himmelfahrt          | Pfarrkirche Berndorf bei Salzburg                                             |      |
| Henndorf am Wallersee | Henndorf am Wallersee – Seekirchen                             | 1867      | Hl. Vitus                  | Pfarrkirche Henndorf Heilig-Grab-Kapelle                                      |      |
| Köstendorf            | Köstendorf – Neumarkt am Wallersee – Schleedorf – Straßwalchen | urk. 1216 | Unserer Lieben Frau Geburt | Pfarrkirche Köstendorf                                                        |      |
| Mattsee               | Berndorf bei Salzburg – Mattsee – Obertrum am See – Seeham     | 12. Jh.   | Hl. Michael                | Stiftskirche Mattsee Wartsteinkapelle                                         |      |
| Neumarkt am Wallersee | Köstendorf – Neumarkt am Wallersee – Schleedorf – Straßwalchen | 1859      | Hl. Nikolaus               | Pfarrkirche Neumarkt am Wallersee Filialkirche Neufahrn, Filialkirche Pfongau |      |
| Obertrum am See       | Berndorf bei Salzburg – Mattsee – Obertrum am See – Seeham     | urk. 1135 | Hl. Jakobus der Ältere     | Pfarrkirche Obertrum am See Kaiser-Franz-Joseph-Jubiläumskapelle am Haunsberg |      |
| Schleedorf            | Köstendorf – Neumarkt am Wallersee – Schleedorf – Straßwalchen | 1891      | Hl. Stephanus              | Pfarrkirche Schleedorf                                                        |      |
| Seeham                | Berndorf bei Salzburg – Mattsee – Obertrum am See – Seeham     | 1892      | Hl. Johannes der Täufer    | Pfarrkirche Seeham                                                            |      |
| Seekirchen            | Henndorf am Wallersee – Seekirchen                             | urk. 796  | Hl. Petrus                 | Pfarrkirche Seekirchen Filialkirche Waldprechting                             |      |
| Straßwalchen          | Köstendorf – Neumarkt am Wallersee – Schleedorf – Straßwalchen | urk. 799  | Hl. Martin                 | Pfarrkirche Straßwalchen Filialkirche Irrsdorf                                |      |

## Dekanat Köstendorf
Das Dekanat umfasst zehn Pfarren. Die Pfarren bilden drei Pfarrverbände.
Dechanten
- 1982–1995 Josef Meßner (* 1936), 1971–2005 Pfarrer in Obertrum am See, ab 1985 Kanoniker vom Stift Mattsee[1]
- seit ? Michael Max, Pfarrer von Neumarkt am Wallersee